# Coppa del Re 1905
La Copa del Rey 1905 fu la terza edizione della Coppa del Re. La competizione si tenne dal 16 al 20 aprile 1905, e mise in palio un arcaico titolo di campione di Spagna. Le gare vennero disputate tutte a Madrid.
Dopo le polemiche della precedente edizione, e sull'esempio del contemporaneo campionato italiano, anche quello spagnolo abolì il challenge round a favore della formula a triangolare. Ciononostante le squadre catalane rifiutarono comunque ancora l'invito a recarsi nella capitale.

## Triangolare
|           | 16-IV-1905 |               |
| --------- | ---------- | ------------- |
| Madrid CF | 3 - 0      | San Sebastián |

### Sfida decisiva
|                 | 18-IV-1905  |                 |
| --------------- | ----------- | --------------- |
| Madrid CF       | 1 - 0       | Athletic Bilbao |
|                 | 20-IV-1905  |                 |
| Athletic Bilbao | non giocata | San Sebastián   |

| Squadra         | P.ti | G | V | N | P | GF | GS | DR |
| --------------- | ---- | - | - | - | - | -- | -- | -- |
| Madrid CF       | 4    | 2 | 2 | 0 | 0 | 4  | 0  | +4 |
| Athletic Bilbao | 1    | 2 | 0 | 1 | 1 | 0  | 1  | -1 |
| San Sebastián   | 1    | 2 | 0 | 1 | 1 | 0  | 3  | -3 |